# Cattedrale di Cristo (Dublino)

Il piano della cattedrale

Il piano della cripta

La cattedrale di Cristo (o, più formalmente, cattedrale della Santissima Trinità, in inglese: Christ Church Cathedral o Cathedral of the Holy Trinity) è una cattedrale di Dublino e uno dei principali monumenti della capitale irlandese. È la cattedrale della diocesi anglicana di Dublino e Glendalough.

## Storia della cattedrale
L'attuale struttura della cattedrale risale al 1870, ma essa è stata sostituita ad una in legno, molto più antica, costruita per volontà del primo re vichingo, Sigtrygg Barba di Seta, nel 1038, dopo la sua conversione al cristianesimo. Distrutta da un incendio, la chiesa fu ricostruita dai Normanni durante il loro dominio, fra gli anni 1173 e 1240. In seguito, la cattedrale fu lasciata in rovina, ma grazie ad un lungo restauro del XIX secolo, oggi è osservabile com'era una volta.
Dal 1993, nell'ala della cattedrale nota come "synod hall", è presente un museo (Dublinia) incentrato sulla storia vichinga e medievale della città.

## Galleria d'immagini

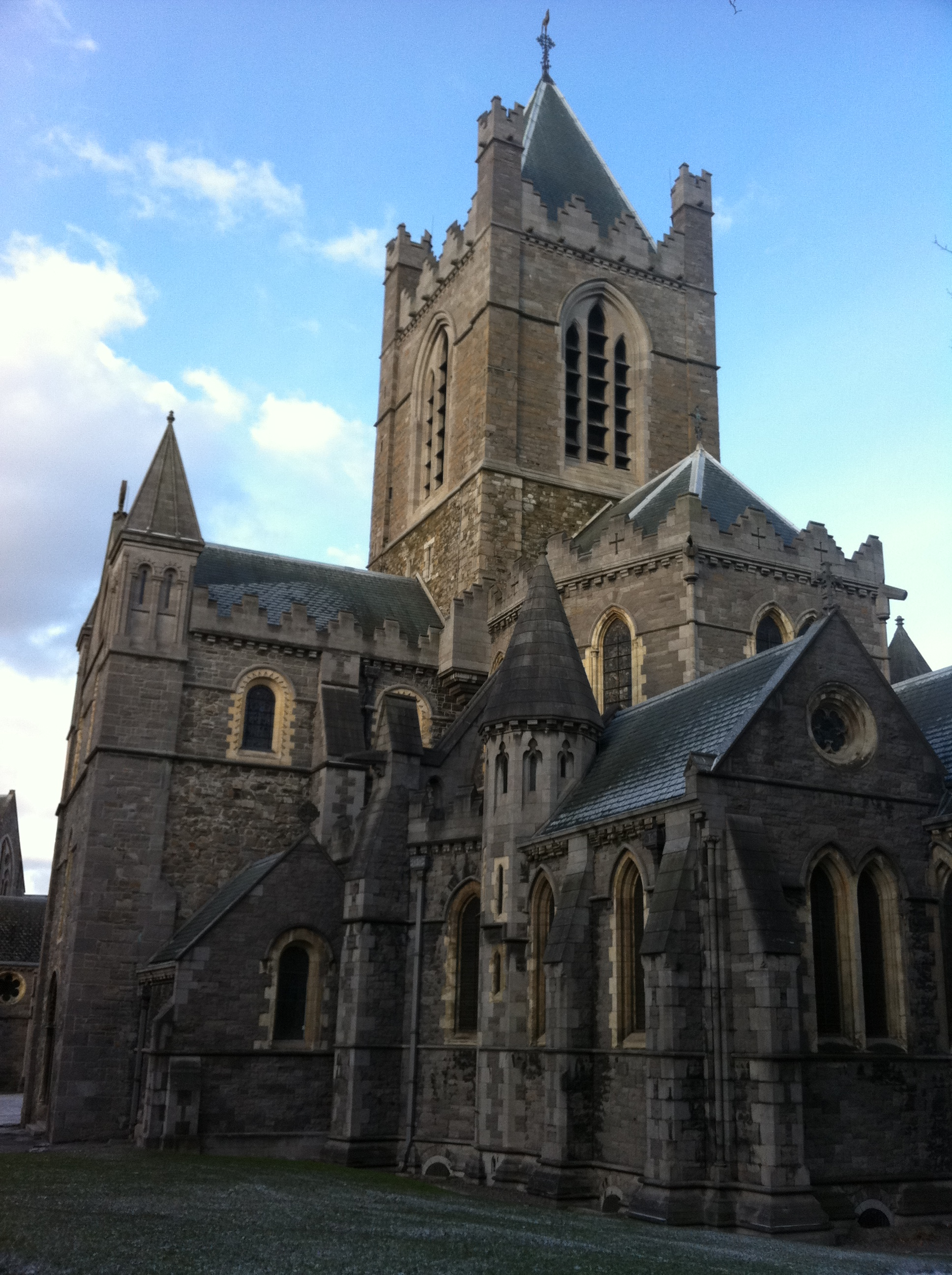
Parte frontale della cattedrale
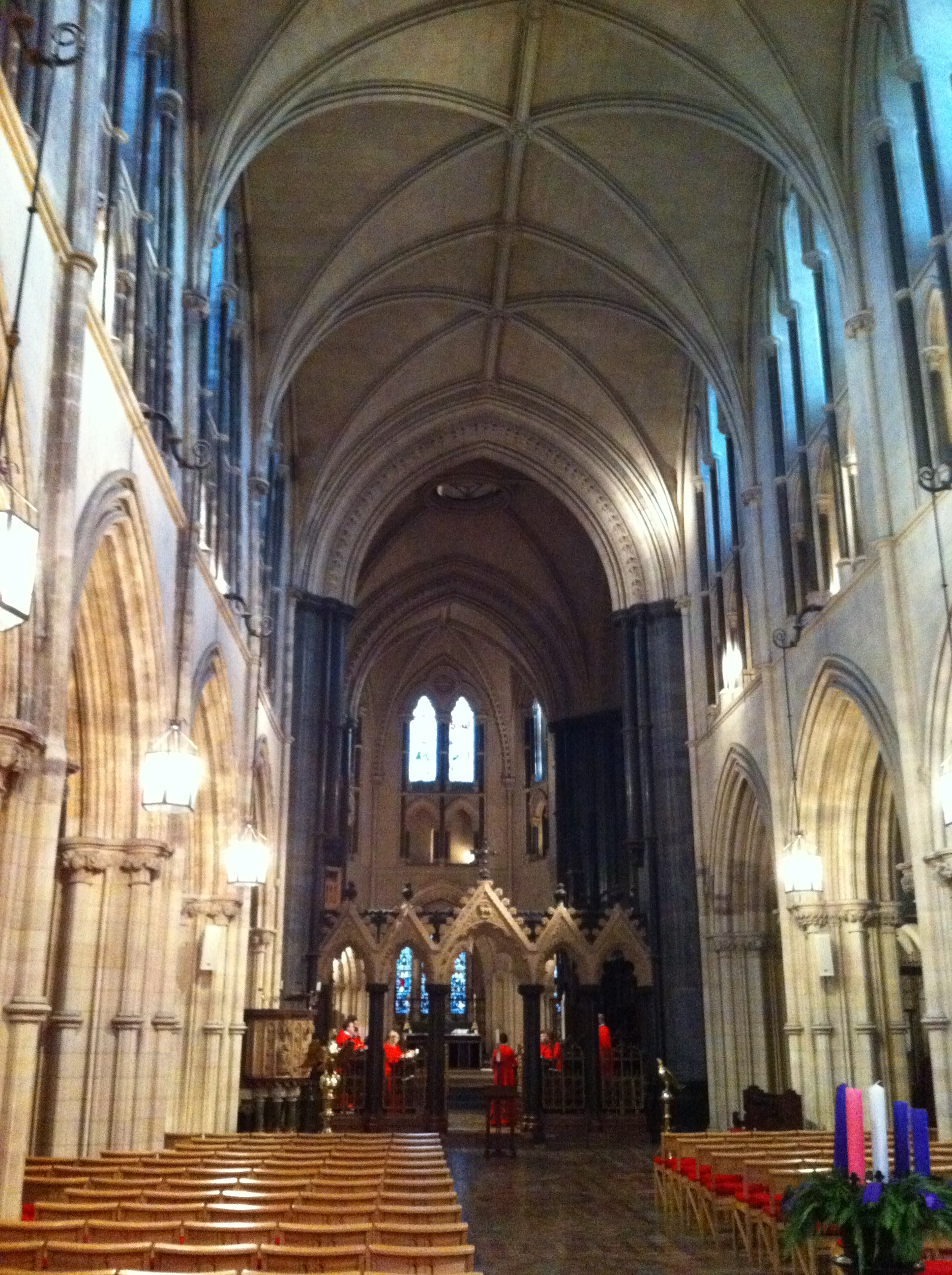
Navata centrale della cattedrale
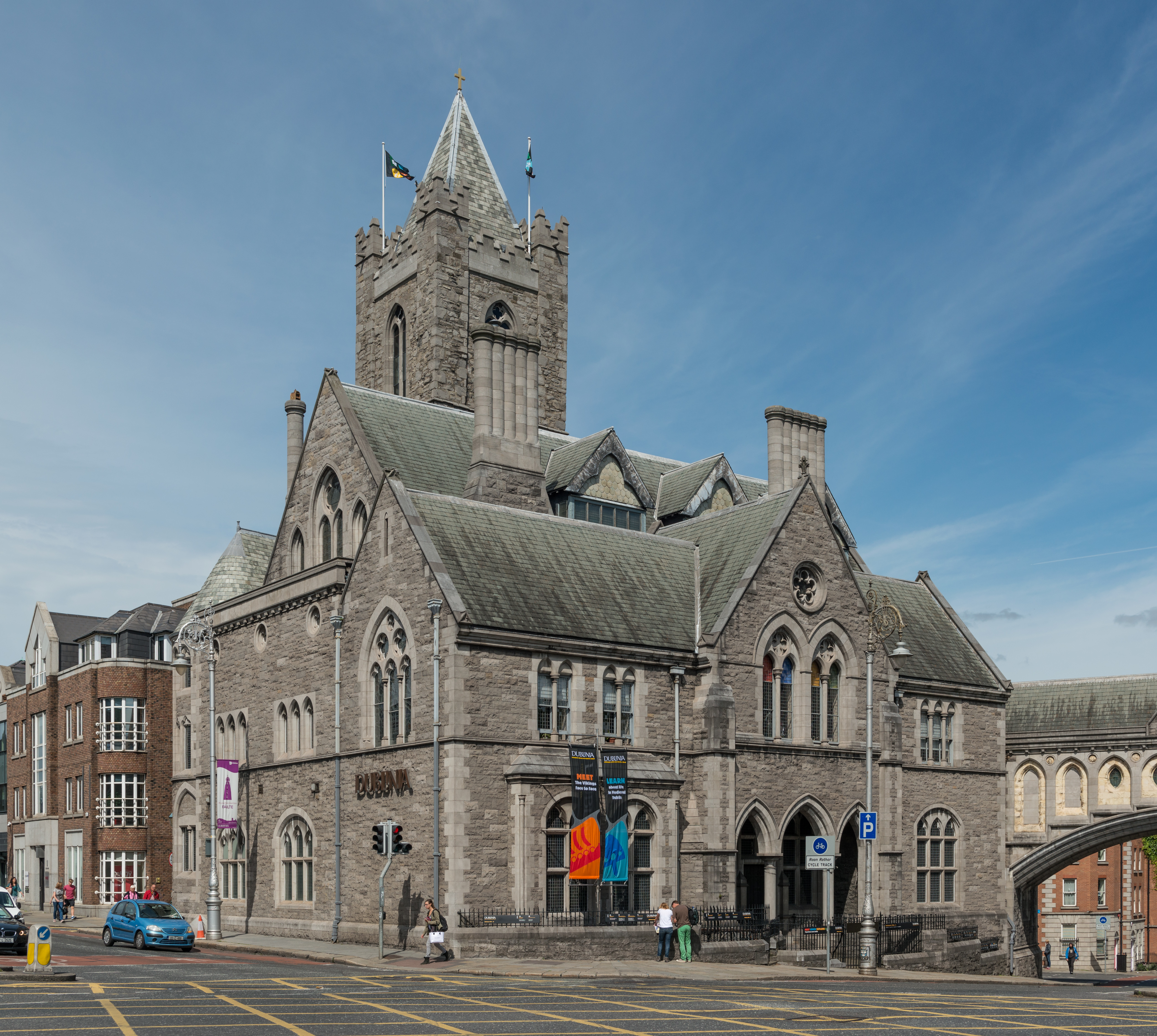
Veduta della cattedrale da sud-est
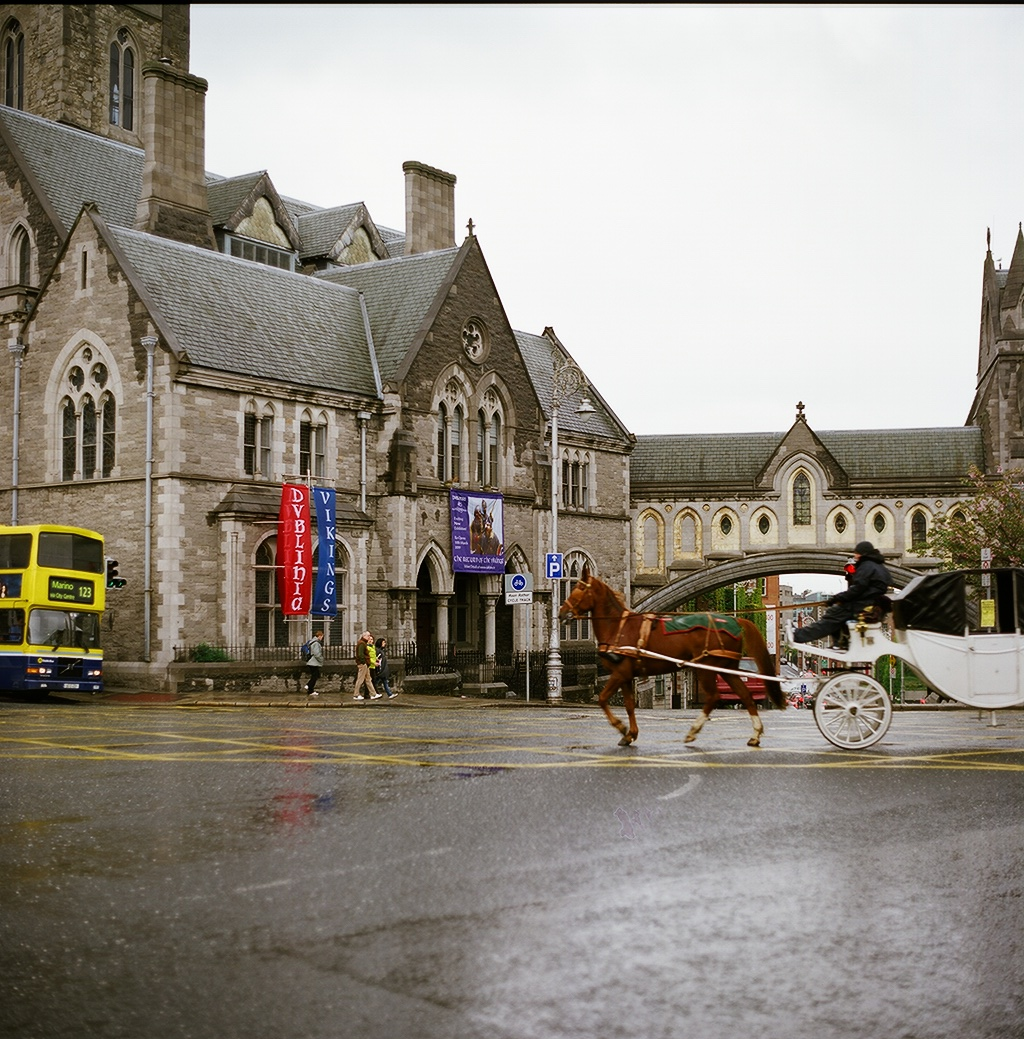
Ingresso del museo Dublinia